# Nguyễn Khắc Thủy
Nguyễn Khắc Thủy là một tướng lĩnh của lực lượng Công an nhân dân Việt Nam với quân hàm Thiếu tướng. Ông nguyên là Cục trưởng Cục Y tế, Bộ Công an Việt Nam.

## Tiểu sử
Nguyễn Khắc Thủy là đảng viên Đảng Cộng sản Việt Nam.
Ông có học vị tiến sĩ.
Từ tháng 9 năm 2010 đến tháng 4 năm 2017, Nguyễn Khắc Thủy là Đại tá công an, Phó Cục trưởng Cục Y tế, Tổng cục Hậu cần - Kỹ thuật, Bộ Công an Việt Nam.
Từ ngày 1 tháng 9 năm 2019, Thiếu tướng Nguyễn Khắc Thủy, Phó Cục trưởng Cục Y tế, Bộ Công an Việt Nam, được Bộ trưởng Bộ Công an Việt Nam Tô Lâm bổ nhiệm giữ chức vụ Cục trưởng Cục Y tế, Bộ Công an Việt Nam.

## Lịch sử thụ phong quân hàm
| Năm thụ phong | –      | 2019        |
| ------------- | ------ | ----------- |
| Quân hàm      |        |             |
| Cấp bậc       | Đại tá | Thiếu tướng |

## Gia đình
Vợ ông là Thiếu tướng Nhữ Thị Minh Nguyệt, Phó Cục trưởng Cục Cảnh sát phòng chống tội phạm môi trường, Bộ Công an Việt Nam. Bà Nguyệt quê quán tại phường Ba Hàng, thị xã Phổ Yên, tỉnh Thái Nguyên. Bà là người phụ nữ thứ tư trong lực lượng công an được phong quân hàm Thiếu tướng. Gia đình ông bà hiện sống tại Hà Nội.